# Peter Englund (artist)
Peter Göran Englund, född 18 mars 1965 i Gnarps församling i Gävleborgs län, är en svensk designer, stylist och före detta tv-programledare på SVT, dragshowartist i Diamond Dogs och sångare i dansbandet Diamond Dogz.

## Biografi[2]
Peter Englund är uppvuxen i Gävle och flyttade till Stockholm 1989. 2002 grundade han tillsammans med vännen Reine Tapper dragshowgruppen Diamond Dogs och 2014 dansbandet Diamond Dogz
Som kostymskapare började han med att skapa kläder till sig själv och sina egna shower. Verksamheten har vuxit under åren till att omfatta många stora artister och galor som tex Shirley Clamp, Nanne Grönwall, Måns Zelmerlöw, Idol 2016 (SVT) och Humorgalan (TV4). 2013 fick han sitt stora kostymskapargenombrott med artisten Sean Banan i Melodifestivalen (SVT)
2007 startade han den årligt återkommande World Aids Day-galan. Galan bytte namn 2015 till Love 4 Life-galan
2014 gjorde Englund debut som barnprogramledare för SVT:s Superdräkten och senare tillsammans med David Lindgren för Supershowen som sändes hösten 2015 och 2016 på SVT Barnkanalen. 
Förutom att författa texter till sina egna gruppers låtar har han bland annat skrivit texten till Shirley Clamps låt "Din Vinge" och tillsammans med henne själv texten till "Första Julen Utan Dig".
Gruppen Dildorados låt "United fruit" med Peter Englund valdes till officiell låt för Stockholm Pride 2015. Förutom att vara Prides hymn är låten en hyllning till Stonewall-upploppet.

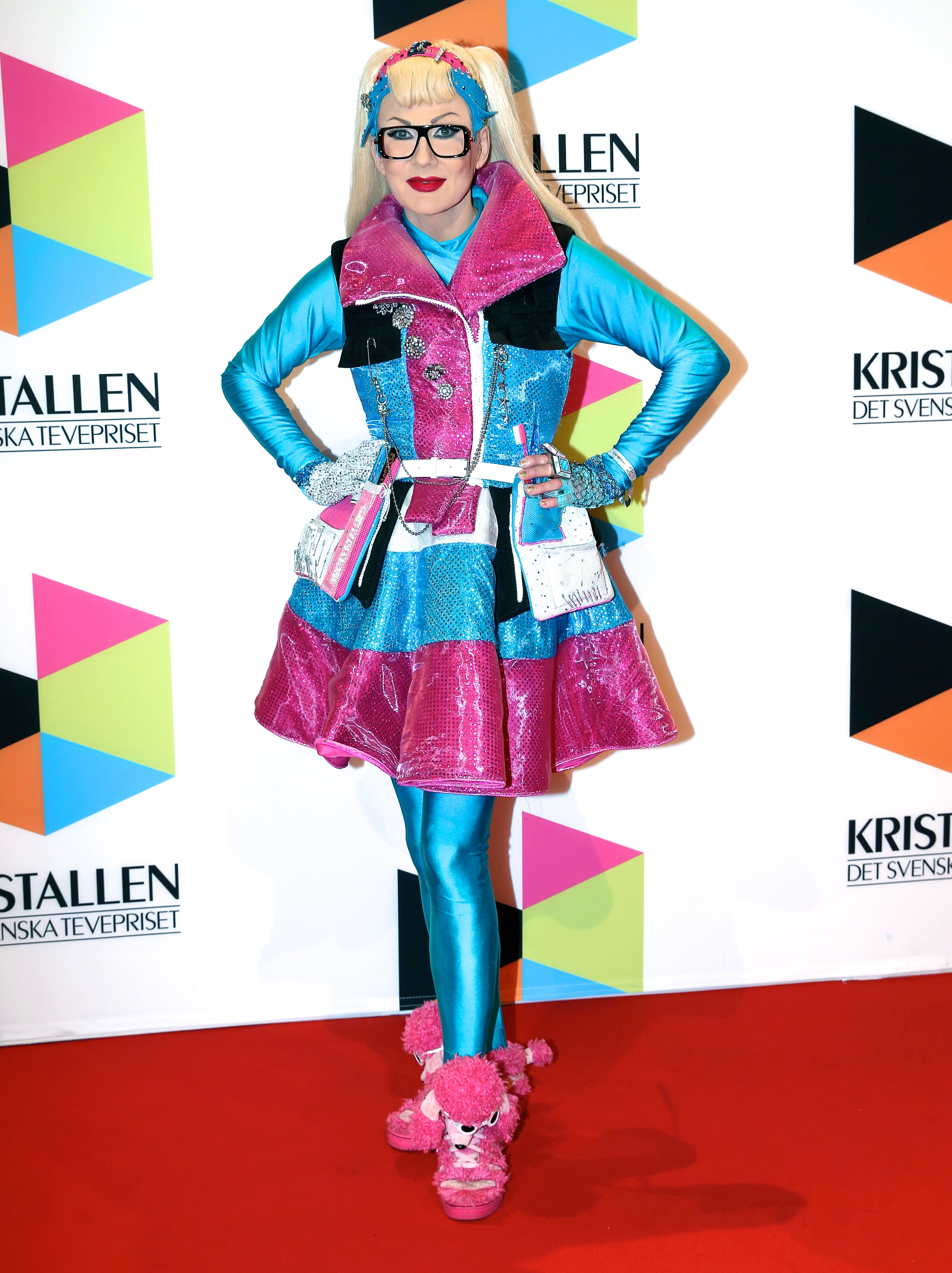
Peter Englund som barnprogramledaren Superpeter